# Horace Jackson
Horace Atherton Jackson (* 29. März 1898 in Venice, Illinois; † 26. Januar 1952 in Los Angeles, Kalifornien) war ein US-amerikanischer Art Director und Drehbuchautor.

## Leben
Nach dem frühen Tod seines Vaters 1903 verzog er mit seiner Mutter um 1910 nach Los Angeles, wo er in den 1920er Jahren als Architekt tätig war.
Zunächst war er als Art Director in der Filmwirtschaft Hollywoods tätig und war erstmals beim Stummfilm The Drums of Jeopardy (1923) an der Erstellung eines Films beteiligt. Ab Ende der 1920er Jahre betätigte er sich dann überwiegend als Drehbuchautor wie 1929 bei Strange Cargo und schrieb die Vorlagen und Drehbücher für annähernd 30 Filme.
Für Holiday (1930) war er für den Oscar für das beste adaptierte Drehbuch nominiert. Weitere Filme, bei denen er als Autor tätig war, waren This Thing Called Love (1929), The Animal Kingdom (1932) sowie Suzy (1936) und arbeitete dabei mit Filmregisseuren wie Paul L. Stein, Edward H. Griffith und George Fitzmaurice zusammen.
Für den Stummfilmstar Colleen Moore kreierte Jackson, der bei einem Autounfall verstarb, 1928 den Grundriss und das Layout für deren legendäre Puppenstube, das Colleen Moore's Doll House, das 500.000 US-Dollar kostete und im Museum of Science and Industry in Chicago ausgestellt ist.

## Filmografie (Auswahl)
- 1928: Zeit des Flieders (Lilac Time)
- 1930: Holiday
- 1931: The Common Law
- 1932: Um eine Fürstenkrone (A Woman Commands)
- 1932: The Animal Kingdom
- 1934: Schiffbruch unter Palmen (We’re Not Dressing)
- 1934: Bolero
- 1935: No More Ladies
- 1936: Suzy